# Brinkhill
Brinkhill is een civil parish in het Engelse graafschap Lincolnshire.